# Rollwenzelei
Rollwenzelei ist ein Gemeindeteil der kreisfreien Stadt Bayreuth im bayerischen Regierungsbezirk Oberfranken. Rollwenzelei liegt in der Gemarkung Colmdorf.

## Geschichte
Am Ostrand des Neubaugebiets, an der Gabelung der Straße in Richtung Eremitage und Aichig, steht das ehemalige Chausseehaus und spätere Gasthaus Rollwenzelei, benannt nach dem Ehepaar Rollwenzel, welches das Gebäude im späten 18. Jahrhundert erworben hatte. Berühmtheit erlangte es durch die Freundschaft der Wirtin Anna Dorothea mit dem Dichter Jean Paul, der von 1809 bis zu seinem Tod 1825 dort Stammgast war. In seiner „Dichterstube“, die ihm die Wirtin eingerichtet hatte, schrieb er seine bedeutendsten Werke. Der Raum wurde von 2009 bis 2010 renoviert und kann besichtigt werden. Im Mai 1970 wurde der Gastronomiebetrieb aufgegeben.

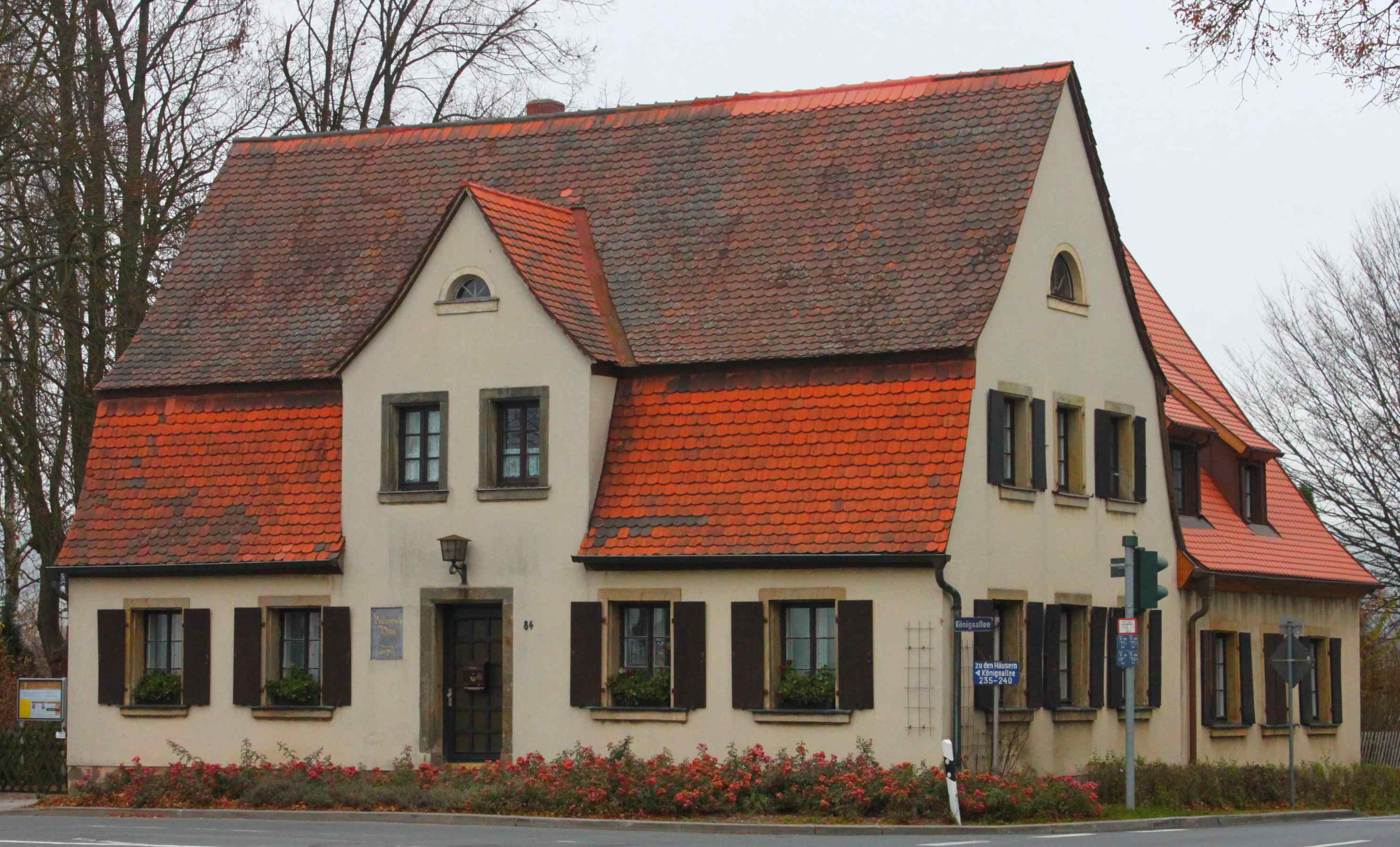
Rollwenzelei mit erhaltener Dichterstube
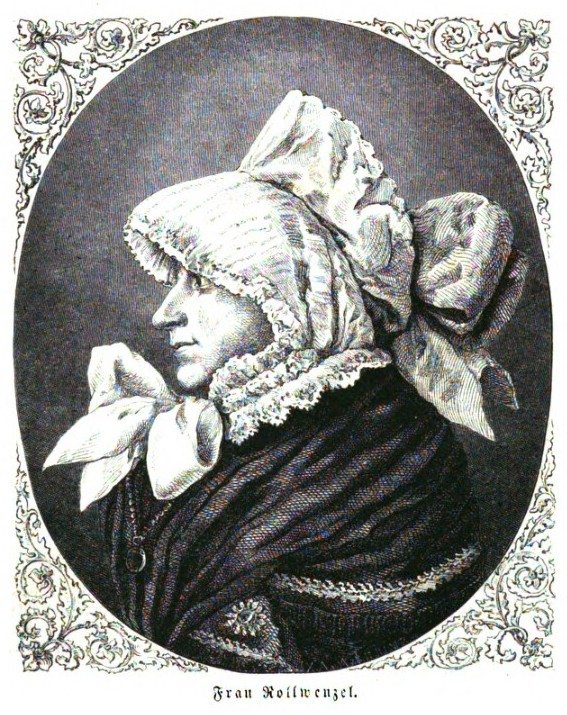
Die Wirtin Anna Dorothea Rollwenzel

### Verwaltung
Von 1797 bis 1810 unterstand der Ort dem Justiz- und Kammeramt Bayreuth. Mit dem Gemeindeedikt wurde Rollwenzelei dem 1812 gebildeten Steuerdistrikt Sankt Johannis und der zugleich gebildeten Ruralgemeinde Colmdorf zugewiesen. Am 1. April 1939 wurde Rollwenzelei nach Bayreuth eingegliedert.

### Einwohnerentwicklung
| Jahr      | 001822 | 001861 | 001871 | 001885 | 001900 | 001925 | 001950 | 001961 | 001970 | 001987 |
| Einwohner | *      | 6      | 3      | 6      | 6      | 7      | 8      | 4      | †      | †      |
| Häuser    | *      |        |        | 1      | 1      | 1      | 1      | 1      |        | †      |
| Quelle    | [ 7 ]  | [ 9 ]  | [ 10 ] | [ 11 ] | [ 12 ] | [ 13 ] | [ 14 ] | [ 15 ] | [ 16 ] | [ 17 ] |

### Religion
Rollwenzelei ist evangelisch-lutherisch geprägt und nach St. Johannis gepfarrt.